# 希洛沃區

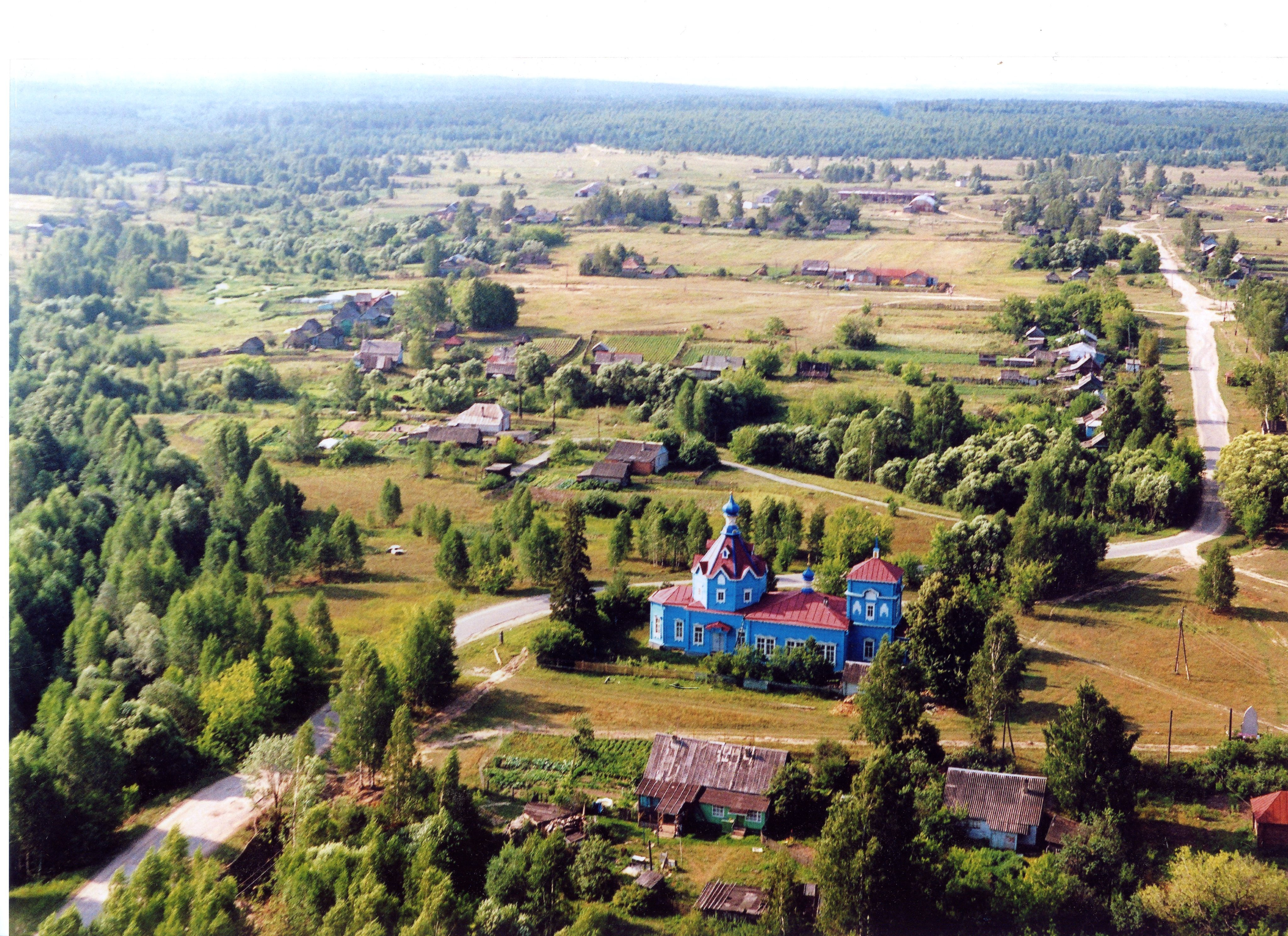

54°19′20″N 40°52′30″E / 54.32222°N 40.87500°E
希洛沃區（俄语：Шиловский район），是俄羅斯的一個區，位於該國西部，由梁贊州負責管轄，面積2,390平方公里，2010年該地區人口40,334，人口密度每平方公里16.88人。